# La girandola di fuoco
La girandola di fuoco è un film muto italiano del 1920 diretto da Eugenio Testa. 